# Chlamydiaceae
Chlamydiaceae è una famiglia di batteri gram negativi, patogeni endocellulari obbligati, appartenenti all'ordine Chlamydiales, della classe e phylum Chlamydiae. A questa famiglia appartengono specie quali Chlamydia trachomatis e Chlamydophila pneumoniae.
Presentano un ciclo replicativo bifasico:
- corpo elementare: fase extracellulare criptobiotica in grado di indurre endocitosi una volta a contatto con una membrana cellulare.
- corpo reticolato: forma metabolicamente attiva, all'interno del citoplasma cellulare, necessita di 48/72 ore per replicare; esce dalla cellula per lisi.

I sierotipi vengono classificati in base alle MOMP (Major Outer Membrane Proteins).

## Tassonomia
- Famiglia: Chlamydiaceae
  - Genere: Chlamydophila
    - specie: Chlamydophila pneumoniae; Chlamydophila pecorum; Chlamydophila psittaci; Chlamydophila abortus; Chlamydophila felis; Chlamydophila caviae

  - Genere: Chlamydia
    - Specie: Chlamydia abortus; Chlamydia avium; Chlamydia caviae; Chlamydia felis; Chlamydia gallinacea; Chlamydia ibidis; Chlamydia muridarum; Chlamydia pecorum; Chlamydia pneumoniae; Chlamydia psittaci; Chlamydia suis; Chlamydia trachomatis